# Håndbold under sommer-OL 2024
Håndbold under sommer-OL 2024 blev afviklet fra 25. juli til 11. august 2024 i Paris, Frankrig. De indledende kampe spilles i South Paris Arena 6 mens den afsluttende del blev spillet i Pierre Mauroy Stadium i Lille.

## Turneringsformat
Turneringen var for både herrer og damer, hver med tolv deltagende hold. Turnering bestod af to dele, hvor der startedes med et gruppespil efterfulgt af en knock-out-runde. Indledningsvis var holdene delt op i 2 grupper med 6 hold i hver, hvor de skal spille mod hvert hold én gang (alle mod alle). Holdene fik 2 point for en sejr og 1 point ved en uafgjort kamp. De 4 øverst placerede hold gik videre til kvartfinalerne. Herefter var det almindeligt cup-system indtil semifinalerne, hvor taberne mødtes i en bronzekamp og vinderne mødtes om guldet i finalen. Hvert hold bestod af 14 spillere, hvoraf 7 spillere var på banen samtidig.

## Kvalifikation
De nationale olympiske komitéer kunne kun deltage med ét 14-spillers herrehold og kun ét 14-spillers kvindehold.

### Herrenes kvalifikation
| Kvalifikation                                        | Dato                           | Vært            | Antal pladser | Kvalificerede hold  |
| ---------------------------------------------------- | ------------------------------ | --------------- | ------------- | ------------------- |
| Værtsnation                                          | N/A                            | N/A             | 1             | Frankrig            |
| VM i håndbold 2023                                   | 11.–29. januar 2023            | Polen · Sverige | 1             | Danmark             |
| Panamerikanske lege 2023                             | 27. oktober – 1. november 2023 | Santiago        | 1             | Argentina           |
| Asiatisk kvalifikationsturnering 2023                | 18–28. oktober 2023            | Doha            | 1             | Japan               |
| EM 2024                                              | 12.–28. januar 2024            | Köln            | 1             | Sverige             |
| Afrikanske mesterskaber 2024                         | 18.–28. januar 2024            | Cairo           | 1             | Egypten             |
| IHF herrernes olympiske kvalifikationsturnering 2024 | 14.–17. marts 2024             | Granollers      | 2             | Spanien · Slovenien |
| IHF herrernes olympiske kvalifikationsturnering 2024 | 14.–17. marts 2024             | Hanover         | 2             | Kroatien · Tyskland |
| IHF herrernes olympiske kvalifikationsturnering 2024 | 14.–17. marts 2024             | Tatabánya       | 2             | Norge · Ungarn      |
| Total                                                |                                |                 | 12            |                     |

### Damernes kvalifikation
| Kvalifikation                                           | Dato                             | Vært                                | Antal pladser | Kvalificerede hold   |
| ------------------------------------------------------- | -------------------------------- | ----------------------------------- | ------------- | -------------------- |
| Værtsnation                                             | N/A                              | N/A                                 | 1             | Frankrig             |
| EM 2022                                                 | 4.–20. November 2022             | Slovenien · Makedonien · Montenegro | 1             | Danmark              |
| Asiatisk kvalifikationsturnering 2023                   | 17.–23. august 2023              | Hiroshima                           | 1             | Sydkorea             |
| Afrikansk kvalifikationsturnering 2023                  | 11.–14. oktober 2023             | Luanda                              | 1             | Angola               |
| Panamerikanske lege 2023                                | 24.–29. oktober 2023             | Viña del Mar                        | 1             | Brasilien            |
| VM 2023                                                 | 29. november – 17. december 2023 | Danmark · Norge · Sverige           | 1             | Norge                |
| IHF kvindernes olympiske kvalifikationsturneringer 2024 | 11.–14. april 2024               | Debrecen                            | 2             | Ungarn · Sverige     |
| IHF kvindernes olympiske kvalifikationsturneringer 2024 | 11.–14. april 2024               | Torrevieja                          | 2             | Holland · Spanien    |
| IHF kvindernes olympiske kvalifikationsturneringer 2024 | 11.–14. april 2024               | Neu-Ulm                             | 2             | Tyskland · Slovenien |
| Total                                                   |                                  |                                     | 12            |                      |

## Kampoversigt
| G | Gruppekampe | ¼ | Kvartfinaler | ½ | Semifinaler | B | Bronzemedaljekamp | F | Finale |

| Dato   | Tor 25 | Fre 26 | Lør 27 | Søn 28 | Man 29 | Tir 30 | Ons 31 | Tor 1 | Fre 2 | Lør 3 | Søn 4 | Man 5 | Tir 6 | Ons 7 | Tor 8 | Fre 9 | Lør 10 | Lør 10 | Søn 11 | Søn 11 |
| ------ | ------ | ------ | ------ | ------ | ------ | ------ | ------ | ----- | ----- | ----- | ----- | ----- | ----- | ----- | ----- | ----- | ------ | ------ | ------ | ------ |
| Herrer |        |        | G      |        | G      |        | G      |       | G     |       | G     |       |       | ¼     |       | ½     |        |        | B      | F      |
| Damer  | G      |        |        | G      |        | G      |        | G     |       | G     |       |       | ¼     |       | ½     |       | B      | F      |        |        |

## Medaljefordeling

### Medaljetabel
*   Værtsnation ( Frankrig)
| Rank           | NOC            | Guld | Sølv | Bronze | Total |
| -------------- | -------------- | ---- | ---- | ------ | ----- |
| 1              | Danmark        | 1    | 0    | 1      | 2     |
| 2              | Norge          | 1    | 0    | 0      | 1     |
| 3              | Frankrig*      | 0    | 1    | 0      | 1     |
| 3              | Tyskland       | 0    | 1    | 0      | 1     |
| 5              | Spanien        | 0    | 0    | 1      | 1     |
| Total (5 NOCs) | Total (5 NOCs) | 2    | 2    | 2      | 6     |

### Medaljevinderne
| Event  | Guld | Sølv | Bronze |
| ------ | --- | --- | --- |
| Herrer | Danmark · Niklas Landin Jacobsen · Niclas Kirkeløkke · Magnus Landin Jacobsen · Emil Jakobsen · Rasmus Lauge · Emil Nielsen · Magnus Saugstrup · Hans Lindberg · Mathias Gidsel · Henrik Møllgaard · Mikkel Hansen · Lukas Jørgensen · Lasse Andersson · Simon Hald · Thomas Sommer Arnoldsen · Simon Pytlick        | Tyskland · David Späth · Johannes Golla · Luca Witzke · Sebastian Heymann · Justus Fischer · Juri Knorr · Julian Köster · Renārs Uščins · Kai Häfner · Tim Hornke · Andreas Wolff · Rune Dahmke · Lukas Mertens · Christoph Steinert · Marko Grgić · Jannik Kohlbacher                                   | Spanien · Gonzalo Pérez de Vargas · Jorge Maqueda · Alex Dujshebaev · Rodrigo Corrales · Adrià Figueras · Imanol Garciandia · Abel Serdio · Agustín Casado · Aleix Gómez · Ian Tarrafeta · Miguel Sánchez-Migallón · Daniel Dujshebaev · Kauldi Odriozola · Daniel Fernández · Javier Rodríguez Moreno |
| Damer  | Norge · Veronica Kristiansen · Maren Nyland Aardahl · Stine Skogrand · Nora Mørk · Stine Bredal Oftedal · Silje Solberg Østhassel · Kari Brattset Dale · Kristine Breistøl · Vilde Ingstad · Katrine Lunde · Marit Røsberg Jacobsen · Camilla Herrem · Sanna Solberg-Isaksen · Henny Reistad · Thale Rushfeldt Deila | Frankrig · Laura Glauser · Méline Nocandy · Alicia Toublanc · Chloé Valentini · Coralie Lassource · Grâce Zaadi · Cléopâtre Darleux · Laura Flippes · Orlane Kanor · Tamara Horacek · Pauletta Foppa · Estelle Nze Minko · Oriane Ondono · Lucie Granier · Sarah Bouktit · Léna Grandveau · Hatadou Sako | Danmark · Sandra Toft · Sarah Iversen · Helena Elver · Anne Mette Hansen · Kathrine Heindahl · Line Haugsted · Althea Reinhardt · Mette Tranborg · Kristina Jørgensen · Trine Østergaard · Louise Burgaard · Mie Højlund · Emma Friis · Rikke Iversen · Michala Møller                                 |